# Mesagrion leucorrhinum
Mesagrion leucorrhinum là một loài chuồn chuồn kim trong họ Megapodagrionidae. Loài này được Selys mô tả khoa học đầu tiên năm 1885. Đây loài duy nhất trong chi Mesagrion thuộc phân họ Argiolestinae.
Đây là loài đặc hữu của Colombia. Môi trường sống tự nhiên của chúng là các con sông và rừng núi ẩm nhiệt đới hoặc cận nhiệt đới.